# Siège des Trois-Rivières
Le siège des Trois-Rivières est une bataille du XVIIe siècle à Trois-Rivières en Nouvelle-France. Le conflit oppose près de 600 Iroquois à quelque 46 Trifluviens sous le commandement de Pierre Boucher.
De juin jusqu’à fin août 1653, les Iroquois encerclent la ville et prennent directement d'assaut le Fort des Trois-Rivières le 23 août 1653, provoquant un siège d'une durée de neuf jours. La résistance de l'établissement des Trois-Rivières fut cruciale pour le sort et la survie de la Nouvelle-France.
Pierre Boucher consigne dans ses mémoires : « La paix fut arrêtée aux conditions qu’ils me rendraient tous les prisonniers qu’ils avaient dans leur armée, tant français que sauvages ; qu’ils iraient chercher ceux qu’ils avaient dans leurs villages et les ramèneraient dans quarante jours, et que les plus considérables des nations iroquoises viendraient à Québec avec des présents demander la paix à monsieur de Lauzon, notre gouverneur, et la conclure. Ce qui fut exécuté en tous points. Et en partant, ils me laissèrent en otage six de leurs enfants ».
Jean de Lauzon, alors gouverneur de la Nouvelle-France, rédige qu’il a « eu du bonheur d’avoir si bien conservé [son] poste. Car si les ennemis eussent pris les Trois-Rivières, tout le pays était perdu ».

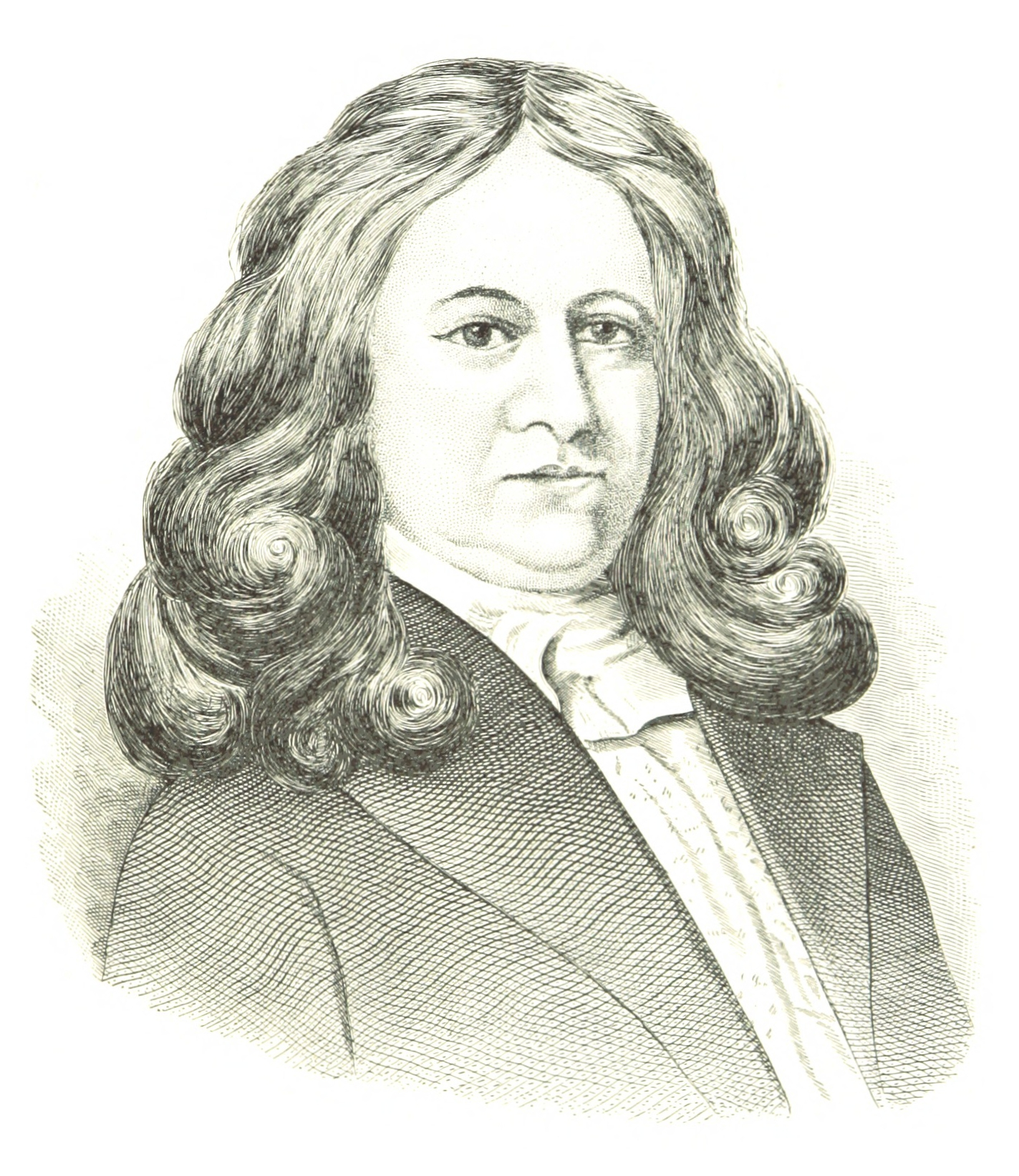
Pierre Boucher.
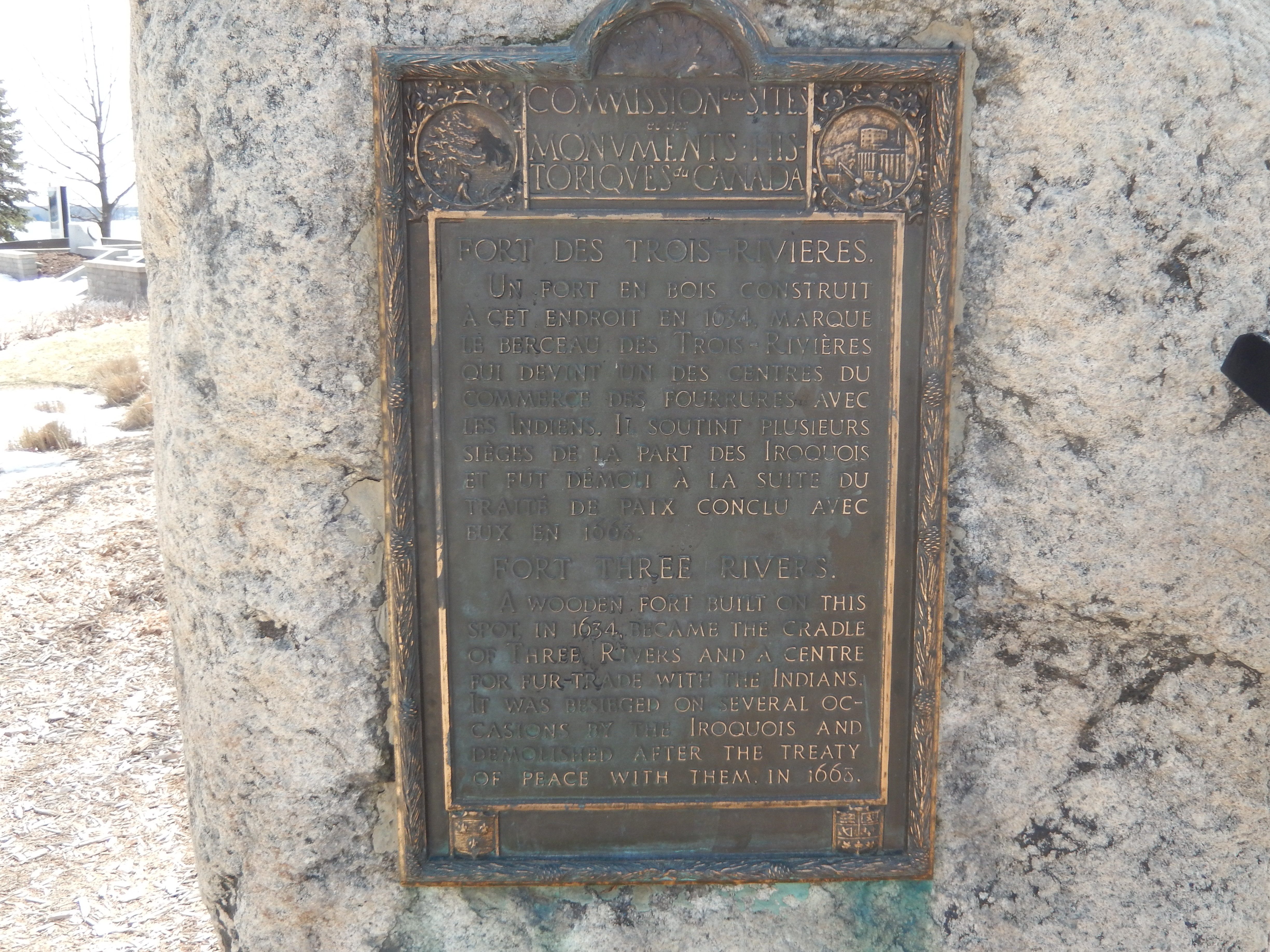
Monument du Fort des Trois-Rivières.
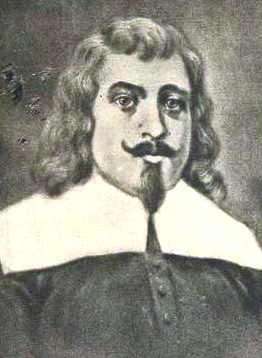
Jean de Lauzon.